# CKEditor
CKEditor (poprzednio jako FCKeditor) – edytor WYSIWYG online umożliwiający tworzenie tekstów na stronach internetowych lub w aplikacjach online. Silnik edytora napisany jest w  JavaScript i rozwijany przez firmę CKSource. CKEditor dostępny jest na licencjach open source i komercyjnych.

## Historia projektu

### FCKeditor i CKEditor 3
Pierwsza wersja programu - pod nazwą FKCEditor - została napisana przez Frederico Caldeirę Knabbena (który do dziś pozostaje BDfL projektu) i udostępniona w marcu 2003 roku. Po prekroczeniu 3 milionów pobrań, oprogramowanie zostało poprawione i przepisane pod nazwą CKEditor 3; w tej wersji położono naciska na wydajność, dostępność i na nowy interfejs użytkownika.

### CKEditor 4
W grudniu 2012 wydany został CKEditor 4 - w oprogramowaniu znalazły się nowe rozwiązania, takie jak Inline Editing, zmieniono formatowanie kodu źródłowego, poprawiono obsługę DOM i wydajność CSS. Usunięto także implementacje po stronie serwera.

### CKEditor 5
Po pięciu latach pracy, w 2018 roku wyszła pierwsza stabilna wersja CKEditora 5. Całość kodu została napisana od zera, zastosowano też nowy własny model danych i architekturę. Edytor wykorzystuje technologię OT (Operational Transformation), drzewiastą strukturę oraz inne mechanizmy, których wdrożenie było niezbędne do zapewnienia możliwości współpracy w czasie rzeczywistym.
CKEditor 5 to framework naisany w JavaScript, oferujący rozbudowane API, pozwalające na tworzenie dowolnych rozwiązań. CKEditor 5 dostępny jest też w formie tzw. buildów - prekonfigurowanych, gotowych do użycia dystrybucji, oferujących różne typy edytora: Classic, Inline, Balloon, Balloon block oraz Document.

### CKEditor Ecosystem
W październiku 2017, CKSource uruchomiło CKEditor Ecosystem. W sierpniu 2020 składał się on z następujących produktów:
- CKEditor 4.
- CKEditor 5 Builds - prekonfigurowane wersje edytora do pobrania oraz CKEditor 5 Framework - platforma umożliwiająca budowę własnych wersji dostosowanych do potrzeb.
- CKEditor Cloud Services - oferujące wsparcie dla pracy grupowej i obsługi grafik.
- Letters - komponent umożliwiający współpracę przy tworzeniu dokumentów w czasie rzeczywistym w dowolnej aplikacji[11].
- CKFinder - komponent do wgrywania plików i zarządzania grafikami.
- CKEditor Cloud Services - platforma chmurowa umożliwiająca edycję i współpracę wieloosobową w czasie rzeczywistym.

## Cechy edytora
CKEditor oferuje funkcje dostępne w tradycyjnych edytorach tekstu, takie jak formatowanie (pogrubienie, kursywa, podkreślenie, listy numerowane i punktowane), tabele, cytowanie blokowe, linkowanie do zasobów sieciowych, wstawianie grafik, wklejanie zawartości z Microsoft Word, cofanie i przywracanie operacji oraz inne narzędzia do formatowania HTML. Ma także wbudowane narzędzie do sprawdzania pisowni w locie, dostarczone jako plugin przez WebSpellChecker LLC.
Dostępne jest wiele wtyczek do CKEditora 4, rozszerzających jego funkcjonalność. Część z nich, podobnie jak sam edytor, dostępna jest zarówno na licencji Open Source jak i komercyjnej, niektóre tylko na tej drugiej (np. Export to PDF czy CKFinder).

### Współdzielna edycja w czasie rzeczywistym
Archtektura i autorski model danych CKEditora 5 umożliwia wieloosobową jednoczesną pracę nad tworzonym tekstem. Możliwe jest stworzenie dostosowanej do potrzeb wersji edytora z użyciem CKEditor 5 Framework, zaś jednoczesna praca w czasie rzeczywistym dostępna jest dzięki CKEditor Cloud Services.
Komponent Letters oparty na CKEditorze 5 umożliwia implementację tych funkcji w dowolnym oprogramowaniu.

## Zgodność z przeglądarkami
CKEditor 4 jest w pełni kompatybilny z większością przeglądarek, w tym z aktualnymi stabilnymi wersjami Google Chrome, Firefox, Safari, Microsoft Edge, Opera oraz Internet Explorer 10 i 11.. Oferuje także niemal pełne wsparcie dla mobilnych wersji Safari (iOS6 +) oraz Chrome (Android).
CKEditor 5 jest także kompatybilny z Google Chrome, Firefox, Safari, Opera oraz Microsoft Edge. Nie wspiera jednak jeszcze Internet Explorera 11..